# Convención sobre configuración
Convención sobre Configuración, también conocido como CoC, es un paradigma de programación de software que busca minimizar el número de decisiones que un desarrollador necesita hacer, ganando así en simplicidad pero no perdiendo flexibilidad por ello.
La fase principal implica que un programador solo necesita especificar los aspectos no convencionales de la aplicación. Por ejemplo, si hay una clase «venta» en el modelo, por convención la tabla correspondiente en la base de datos se llamará «ventas». Solo si alguien se aparta de esta convención, como llamar a la tabla «productos_vendidos», entonces deberá escribir código respecto a ese nombre.
Cuando la convención tomada es suficiente para lograr el comportamiento deseado, se hace innecesario realizar aquellas tareas para las que la convención ya ha definido un comportamiento, por ejemplo escribir archivos XML de configuración del entorno. Cuando la convención definida no es suficiente para lograr el comportamiento deseado, el desarrollador puede alterar el comportamiento por defecto y adaptarlo a sus necesidades.